# Vasile Șuta
Vasile Șuta (n. 21 iulie 1938) este un fost deputat român în legislatura 1990-1992 și în legislatura 1992-1996, ales în județul Bihor pe listele partidului PUNR. În legislatura 1990-1992, Vasile Șuta a fost membru în grupurile parlamentare de prietenie cu Republica Argentina, Republica Elenă, Statul Israel, Republica Federală Germania, Australia, Republica Coreea, Ungaria, Republica Italiană și Mongolia. 